# David Rauter
David Rauter (Pseudonym: Hjalmar Kjölenson) (* 6. November 1848 in Kleblach; † 3. Oktober 1938 in Graz) war ein österreichischer Jurist und Schriftsteller.

## Leben
Als Sohn eines Postmeisters geboren, studierte Rauter nach dem Besuch des Gymnasiums in Klagenfurt Rechtswissenschaften in Graz. Er war 1869 einer der Gründer des Kärntner Studentenvereins, der späteren Carinthia bzw. der Akademischen Burschenschaft Allemannia Graz. Nach seinem Abschluss wurde er Rechtsanwalt in Feldbach. Er wurde 1881 in Graz zum Dr. iur. promoviert. Er war schriftstellerisch tätig.

## Veröffentlichungen (Auswahl)
- Rechtsgrundsätze für Realmeistgebots-Vertheilung ... von einem praktischen Juristen. Dissertation Universität Graz 1881.
- Österreichisches Staats-Lexikon. Handbuch für jeden Staatsbürger der Reichsrathsländer. Wien 1887.
- Geschichte Österreichs von 1848–1890. Wien 1891.
- Gemeinsames Programm der Deutschen. Berlin 1893.
- Vom Glück und dem neuen Menschen. Grundzüge für neue Lebensführung. Leipzig 1903.
- Das neue Herrenhaus in Österreich. Wien 1906.
- Nachfolge Goethes. Leipzig 1907.